# Lothar Freund (Jurist)
Lothar Freund (* 14. August 1930 in Danzig; † 16. Juli 2010 in Ladenburg) war ein deutscher Jurist.

## Leben
Nach dem Studium der Rechtswissenschaften und einer Tätigkeit als wissenschaftlicher Assistent an der Eberhard-Karls-Universität Tübingen arbeitete Lothar Freund zunächst ab 1961 als Regierungsassessor beim Landratsamt Biberach. Ab 1962 war er Richter am Verwaltungsgericht Sigmaringen. Von 1967 bis 1970 war er Oberverwaltungsgerichtsrat am Verwaltungsgerichtshof Baden-Württemberg in Mannheim. 1970 ging er an das Verwaltungsgericht Sigmaringen zurück, wo er Ende 1974 zum ständigen Vertreter des Präsidenten ernannt wurde. 1975 wurde er als Vorsitzender Richter am Verwaltungsgerichtshof gewählt und übernahm dort zuerst den für das Gewerbe- und das Vertriebenenrecht zuständigen 6. Senat und später den für das Bau-, das Straßen-, das Naturschutz- und das Wasserrecht zuständigen 5. Senat. Von 1985 bis zu seiner Pensionierung 1995 war er Vizepräsident des Verwaltungsgerichtshofs.
Von 1983 gehörte er überdies dem Staatsgerichtshof Baden-Württemberg als Vollmitglied an; von 1980 bis 1983 hatte er ihm als stellvertretender Richter angehört. 1988 wurde er zum stellvertretenden Präsidenten und 1991 zum Präsidenten des Staatsgerichtshofs gewählt. Dieses Amt bekleidete er bis Oktober 2002.
Freund war Mitglied der katholischen Studentenverbindung KStV Alamannia Tübingen.

## Ehrungen
- 2005: Verdienstmedaille des Landes Baden-Württemberg